# No Diggity
No Diggity (englisch für „Kein Zweifel“) ist ein Lied der US-amerikanischen R&B- und Hip-Hop-Gruppe Blackstreet, das sie zusammen mit dem Rapper Dr. Dre und der Rapperin Queen Pen aufnahm. Der Song wurde am 29. Juli 1996 als erste Single ihres zweiten Studioalbums Another Level veröffentlicht.

## Inhalt
| Liedteil   | Künstler                        |
| 1. Strophe | Dr. Dre                         |
| 2. Strophe | Teddy Riley                     |
| Refrain    | Teddy Riley & Chauncey Hannibal |
| 3. Strophe | Chauncey Hannibal               |
| 4. Strophe | Queen Pen                       |
| Outro      | Teddy Riley & Chauncey Hannibal |

No Diggity handelt von einer attraktiven Frau, die den Männern den Kopf verdreht. Dabei versuchen die Männer alles, um ihre Aufmerksamkeit zu bekommen und sie ins Bett zu kriegen. Dr. Dre beschreibt sich selbst als Frauenmagnet, während Teddy Riley und Chauncey Hannibal die Frau umgarnen und ihr teure Geschenke kaufen. Queen Pen inszeniert sich als reiche, selbstbewusste Frau, die Männer verführe und sich nehme, was sie wolle.

“Baby, you’re a perfect ten, I wanna get in

Can I get down so I can win?

I like the way you work it

No diggity, I got to bag it up (Bag it up)”

## Produktion
Das Lied wurde von den Blackstreet-Mitgliedern Teddy Riley und William Stewart produziert, die beide neben Chauncey Hannibal, Queen Pen und Dr. Dre auch als Autoren fungierten. Der Song enthält ein Sample des Stücks Grandma’s Hands von Bill Withers aus dem Jahr 1971.

## Musikvideo
Bei dem zu No Diggity gedrehten Musikvideo führte Hype Williams Regie. Es verzeichnet auf YouTube über 371 Millionen Aufrufe (Stand: April 2024). Das Video zeigt Dr. Dre, Blackstreet und Queen Pen, die den Song nachts vor einem Strandhaus rappen und singen, wobei sie von Publikum umgeben sind. Später sind Blackstreet im Strandhaus zu sehen, wo sie mit Frauen flirten und tanzen. In weiteren Szenen singt die Gruppe auf einer regennassen Straße, während im Hintergrund schwarze Limousinen stehen und leichtbekleidete Frauen eine Choreografie tanzen. Zudem ist eine Marionette zu sehen, die das Lied auf einem Klavier spielt.

## Single

### Covergestaltung
Das Singlecover zeigt vier Mitglieder von Blackstreet, die größtenteils dunkel gekleidet sind, Sonnenbrillen tragen und vor einem weißen Hintergrund sitzen. Oben im Bild befinden sich die weißen Schriftzüge BLACKstreet und No Diggity (Featuring Dr. Dre) vor schwarzem Hintergrund.

### Titelliste
1. No Diggity (Radio Version) – 4:13
2. No Diggity (Album Version) – 5:04
3. No Diggity (All Star Remix) – 4:43
4. No Diggity (Billie Jean Remix) – 5:38
5. No Diggity (Will Remix) – 4:27

### Chartplatzierungen
No Diggity stieg am 28. Oktober 1996 auf Platz 88 in die deutschen Singlecharts ein und erreichte am 6. Januar 1997 mit Rang 14 die höchste Position. Insgesamt hielt sich der Song 20 Wochen lang in den Top 100. Besonders erfolgreich war die Single in den Vereinigten Staaten und Neuseeland, wo sie jeweils die Chartspitze belegte. Weitere Top-10-Platzierungen gelangen unter anderem in Schweden, Norwegen, dem Vereinigten Königreich und Belgien.
| ChartsChartplatzierungen       | Höchstplatzierung | Wochen |
| ------------------------------ | ----------------- | ------ |
| Deutschland (GfK)              | 14 (20 Wo.)       | 20     |
| Österreich (Ö3)                | 16 (12 Wo.)       | 12     |
| Schweiz (IFPI)                 | 11 (18 Wo.)       | 18     |
| Vereinigte Staaten (Billboard) | 1 (31 Wo.)        | 31     |
| Vereinigtes Königreich (OCC)   | 9 (35 Wo.)        | 35     |

| ChartsJahrescharts (1996)      | Platzierung |
| ------------------------------ | ----------- |
| Vereinigte Staaten (Billboard) | 42          |

| ChartsJahrescharts (1997)      | Platzierung |
| ------------------------------ | ----------- |
| Schweiz (IFPI)                 | 42          |
| Vereinigte Staaten (Billboard) | 23          |

### Auszeichnungen für Musikverkäufe
No Diggity erhielt im Jahr 2023 in Deutschland für mehr als 250.000 verkaufte Einheiten eine Goldene Schallplatte. In den Vereinigten Staaten wurde es noch im Erscheinungsjahr für über 1,6 Millionen Verkäufe mit einer Platin-Schallplatte ausgezeichnet. Zudem erhielt die Single 2023 im Vereinigten Königreich für mehr als 1,8 Millionen verkaufte Exemplare dreifach-Platin.

| Land/Region                  | Auszeichnungen für Musikverkäufe (Land/Region, Auszeichnung, Verkäufe) | Verkäufe  |
| ---------------------------- | ---------------------------------------------------------------------- | --------- |
| Australien (ARIA)            | Gold                                                                   | 35.000    |
| Belgien (BRMA)               | Gold                                                                   | 25.000    |
| Dänemark (IFPI)              | Platin                                                                 | 90.000    |
| Deutschland (BVMI)           | Gold                                                                   | 250.000   |
| Italien (FIMI)               | Gold                                                                   | 50.000    |
| Neuseeland (RMNZ)            | 5× Platin                                                              | 150.000   |
| Norwegen (IFPI)              | Gold                                                                   | 10.000    |
| Schweden (IFPI)              | Gold                                                                   | 25.000    |
| Vereinigte Staaten (RIAA)    | Platin                                                                 | 1.600.000 |
| Vereinigtes Königreich (BPI) | 3× Platin                                                              | 1.800.000 |
| Insgesamt                    | 6× Gold · 10× Platin ·                                                 | 4.035.000 |

Hauptartikel: Dr. Dre/Auszeichnungen für Musikverkäufe
Bei den Grammy Awards 1998 erhielt der Song die Auszeichnung in der Kategorie Best R&B Performance by a Duo or Group with Vocals und war zudem in der Kategorie Best R&B Song nominiert.